# Chi Chi DeVayne
Zavion Michael Davenport, plus connu sous le nom de scène Chi Chi DeVayne, est une drag queen américaine, née 24 septembre 1985 à Shreveport, dans l'État de Louisiane et morte le 20 août 2020 dans la même ville.
Elle est principalement connue pour sa participation à la huitième saison de RuPaul's Drag Race et à la troisième saison de RuPaul's Drag Race All Stars.

## Biographie

### Enfance et formation
Zavion Michael Davenport naît le 24 septembre 1985 à Shreveport, dans l'État de Louisiane. Dans son enfance, il prend des cours de danse classique, de danse africaine et de danse moderne. Il décrit sa jeunesse comme perturbée, devant avoir sur lui un pistolet et ayant rejoint plusieurs bandes criminelles :

« J'ai vu des gens se faire tuer par balle. J'ai senti l'odeur de la cervelle. Quand je vous dis que je suis un enfant de la rue, je ne mens pas. »

Il fait ses études au Fair Park High School, où il devient tambour-major.
Il commence le transformisme en 2003 après l'obtention de son diplôme. Il effectue plusieurs emplois lui permettant de subvenir à ses besoins. Puis son apparition dans RuPaul's Drag Race va changer son destin.

### Carrière
Le nom de scène « Chi Chi DeVayne » lui vient du personnage de Chi-Chi Rodriguez du film de 1995 Extravagances et du nom de famille de sa drag family.

Le 1er février 2016, Chi Chi DeVayne est sélectionnée comme l'une des douze candidates de la huitième saison de RuPaul's Drag Race et se place quatrième,. Elle dit de l'expérience :

« Ça a tout changé dans ma vie. Ma vie a pris un tournant totalement différent. Avant, je me demandais toujours : « Bon, quel nouvel emploi pourrais-je trouver ? Travailler dans une usine ? » C'est fou. »

Le 20 octobre 2017, Chi Chi DeVayne est sélectionnée comme l'une des dix candidates de la troisième saison de RuPaul's Drag Race All Stars et se place huitième,.

### Mort
En 2018, on lui diagnostique une sclérodermie. Au début de l'année 2020, Zavion annonce que la maladie lui a fait perdre beaucoup de poids et a réduit ses capacités physiques. Le 17 juillet de la même année, il est emmené à l'hôpital pour hypertension et insuffisance rénale : « J'attends trop avant d'aller chez le médecin et voilà ce que cela donne. » L'état de santé de Zavion Davenport incite ses admirateurs à lancer des collectes de fond pour ses traitements. Il remercie leurs efforts et annonce être sous traitement par dialyse. Quatre semaines plus tard, il est de nouveau emmené à l'hôpital pour pneumonie et, dans une dernière vidéo sur les réseaux sociaux, invite ses admirateurs à prier pour lui en promettant de « revenir bientôt »,.

« Nous sommes plein de confiance, et nous aimons mieux quitter ce corps et demeurer auprès du Seigneur. »

Zavion Michael Davenport décède à l'hôpital de Shreveport le 20 août 2020, à l'âge de 34 ans.
De nombreuses célébrités comme Padma Lakshmi, Ross Mathews et Miss Coco Peru et des personnalités de RuPaul's Drag Race comme Aquaria, Bianca Del Rio, Detox, Jaida Essence Hall, Kennedy Davenport, Peppermint, Shea Couleé et Trixie Mattel rendent hommage à Chi Chi DeVayne sur les réseaux sociaux.

L'épisode final de la treizième saison de RuPaul's Drag Race, le premier à être filmé après son décès, est dédié à Chi Chi DeVayne et montre des témoignages de RuPaul et de plusieurs candidates de l'émission retraçant sa vie et son œuvre,.

« J'ai le cœur brisé en apprenant le décès de Chi Chi DeVayne. Je suis si reconnaissant qu'elle ait pu nous faire partager son âme si bonne et si belle. Elle nous manquera terriblement, mais nous ne l'oublierons jamais. Que son esprit aimant et généreux veille sur nous tous.
– RuPaul »

## Vie privée
Zavion Michael Davenport se présentait comme homosexuel.

## Musique
| Année | Titre                 | Artiste                                                       | Album  | Ref.   |
| ----- | --------------------- | ------------------------------------------------------------- | ------ | ------ |
| 2020  | "SITTING ON A SECRET" | RuPaul ft. The Cast of RuPaul's Drag Race All Stars, Season 3 | Single | [ 22 ] |
| 2020  | "GFY"                 | Randy Boo ft. Chi Chi DeVayne                                 | Single | [ 23 ] |

## Filmographie

### Télévision
| Année | Titre                        | Rôle      | Notes                                                              |
| ----- | ---------------------------- | --------- | ------------------------------------------------------------------ |
| 2018  | RuPaul's Drag Race           | Elle-même | Saison 8 de RuPaul's Drag Race – Concurrente, 4ème place           |
| 2018  | RuPaul's Drag Race: Untucked | Elle-même | Saison 8 de RuPaul's Drag Race – Concurrente, 4ème place           |
| 2019  | RuPaul's Drag Race All Stars | Elle-même | Saison 3 de RuPaul's Drag Race All Stars – Concurrente, 8ème place |
| 2020  | Little America               | Elle-même |                                                                    |

### Web-séries
| Année | Titre                         | Rôle      | Notes                                    |
| ----- | ----------------------------- | --------- | ---------------------------------------- |
| 2016  | #CuCuCONFESSIONS              | Elle-même | Invitée                                  |
| 2017  | How to Makeup                 | Elle-même |                                          |
| 2017  | CRAIGSLIST Missed Connections | Elle-même | Invitée                                  |
| 2018  | Cosmo Queens                  | Elle-même | Invitée                                  |
| 2018  | Drag Babies                   | Elle-même | Mentor                                   |
| 2018  | Whatcha Packin'               | Elle-même | Invitée                                  |
| 2019  | Hey Qween!                    | Elle-même | Invitée ; épisode spécial Saint-Valentin |
| 2020  | Bootleg Opinions              | Elle-même | Invitée                                  |

### Clips vidéo
| Année | Titre                                 | Artiste                       | Notes                       | Ref.   |
| ----- | ------------------------------------- | ----------------------------- | --------------------------- | ------ |
| 2020  | "GFY"                                 | Randy Boo ft. Chi Chi DeVayne |                             | [ 24 ] |
| 2020  | "The Realness (Chi Chi DeVayne Edit)" | RuPaul                        | Apparition à titre posthume | [ 25 ] |